# 飛雲之下
《飞云之下》（英語：Under The Cloud）是中国大陆女歌手韩红的单曲，由新加坡歌手林俊杰作曲并参与演唱，于2018年4月23日发行。

## 現場演出
2018年7月13日，湖南卫视音乐类综艺节目《我想和你唱第三季》第12期播出，林俊杰与韩红演唱《飞云之下》，是该曲的首度现场表演。
2023年9月24日，韩红担任林俊杰「JJ20世界巡回演唱会」北京站嘉宾，现场合作演唱了该曲，也是俩人首度线下表演。

## 奖项
| 年份 | 單位               | 獎項               | 結果 | 來源  |
| ---- | ------------------ | ------------------ | ---- | ----- |
| 2018 | 全球华语歌曲排行榜 | 最受欢迎对唱歌曲奖 | 獲獎 |       |
| 2018 | 薰衣草音乐奖       | 最佳演唱组合歌曲奖 | 獲獎 | [ 4 ] |

## 榜单成绩
| 榜單 (2018)                   | 最高排名 |
| ----------------------------- | -------- |
| KKBOX華語新歌週榜（台湾）     | 6        |
| KKBOX華語新歌週榜（香港）     | 7        |
| KKBOX華語新歌週榜（新加坡）   | 1        |
| KKBOX華語新歌週榜（马来西亚） | 5        |
| 全球华语歌曲排行榜            | 1        |

| 榜單 (2018)           | 排名 |
| --------------------- | ---- |
| KKBOX华语年度百大单曲 | 92   |
| 醉心龙虎榜年度顶尖100 | 27   |

## 翻唱
- 2019年5月12日，韩甜甜（百变达人 第4期）
- 2019年8月4日，刘宪华（极限挑战第五季 公益演唱会）
- 2020年1月25日，刘宇宁、韩甜甜（2020江苏卫视春节联欢晚会）
- 2020年3月30日，马嘉祺、宋亚轩、张真源
- 2020年8月26日，乌兰图雅、云飞（中央广播电视总台2020七夕特别节目《天下有情人》）
- 2020年12月31日，谭松韵（启航2021—中央广播电视总台跨年盛典）
- 2021年6月14日，李一桐、于朦胧（2021央视端午晚会）
- 2021年9月10日，林志炫、胡海泉、MC HotDog、刘迦（披荆斩棘的哥哥 第5期）
- 2023年3月25日，容祖儿、周笔畅、欧阳娜娜、单依纯（2022微博之夜）
- 2023年9月23日，胡海泉、于文文（时光音乐会·老友记 第3期）
- 2024年6月8日，希林娜依·高、哈姆丹·阿布里（《美美与共》和美之歌）

## 幕後人員
以下资料整理自网易云音乐歌曲页面 Archive.today的存檔，存档日期2023-01-08。
- 作詞－易家揚
- 作曲－林俊杰
- 编曲－Terence Teo
- 制作人－林俊杰
- 人声录音－林俊杰、瞿然、Leonard Fong、李岳松、黄冠龙
- 混音－周天澈、Richard Furch
- 封面设计－方亮
- 录音棚－HONG MUSIC STUDIO

## 發行歷史
| 地區     | 日期          | 格式                | 發行公司                           | 備註   |
| -------- | ------------- | ------------------- | ---------------------------------- | ------ |
| 中国大陆 | 2018年4月23日 | 數位下載 · 串流媒體 | 央金玛国际文化传媒（北京）有限公司 | [ 10 ] |
| 全球     | 2018年4月23日 | 數位下載 · 串流媒體 | 華星唱片                           | [ 11 ] |